# Amanda da Gloria

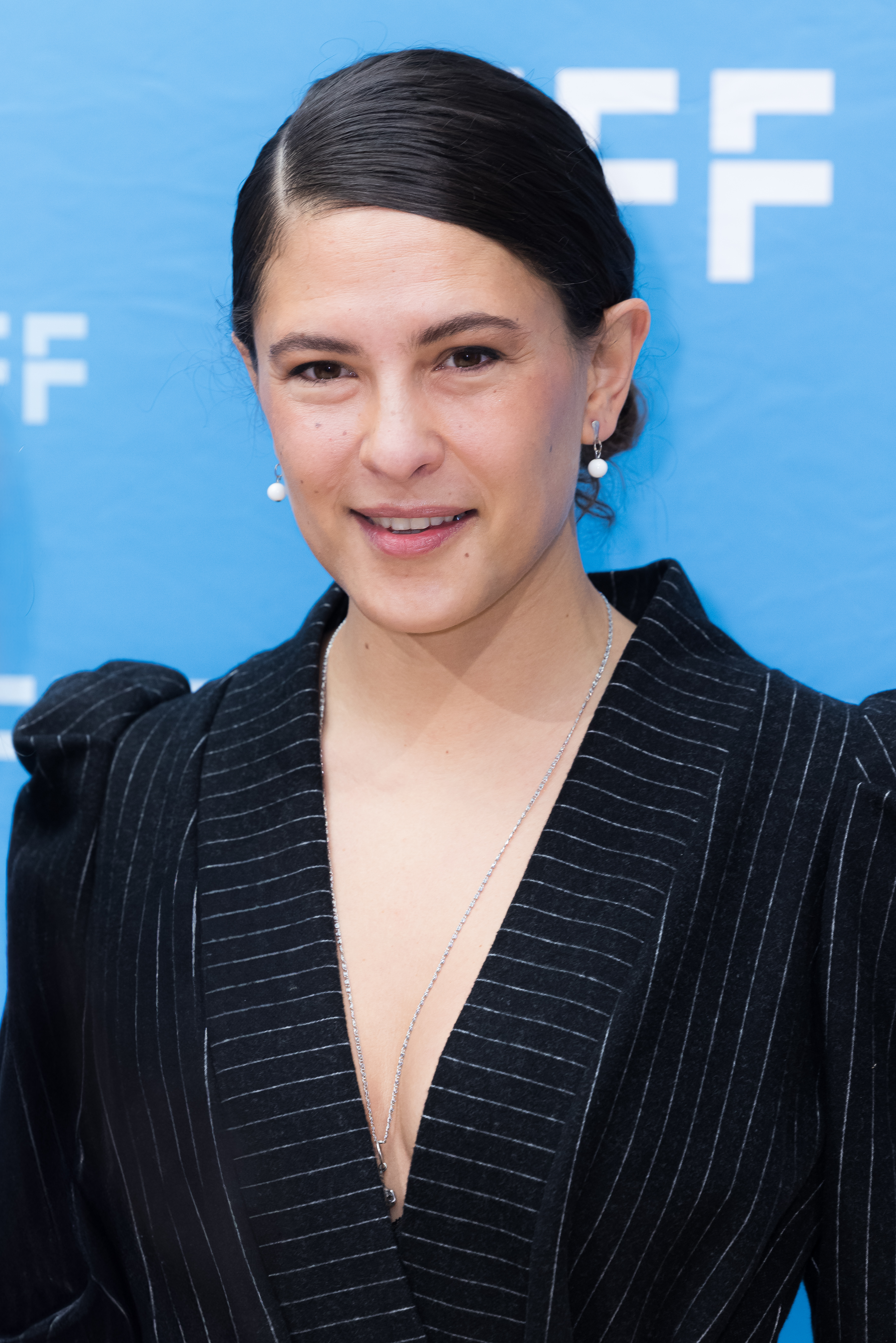
Amanda da Gloria (2024)

Amanda Viktoria Musa da Gloria (* 24. Februar 1988 in München) ist eine deutsche Theater- und Filmschauspielerin.

## Leben
Amanda da Gloria wurde in München geboren, ihre Mutter ist Brasilianerin. Von 2009 bis 2013 studierte sie Schauspiel an der Folkwang Universität der Künste. Bereits während ihres Studiums spielte sie am Schauspielhaus Bochum in Katharina Thalbachs Cyrano de Bergerac und in der Uraufführung von Lutz Hübners Spiel des Lebens. Weitere Theaterengagements führten sie ans Stadttheater Bremerhaven und ans Residenztheater München.
Ihr Filmdebüt gab sie 2014 in dem Biopic Grzimek als Bernhard Grzimeks Tochter Monika Karpel.
Sie spielte in der ZDF-Krimiserie SOKO München die Rolle der Kriminalkommissarin Antonia Bischoff und steht regelmäßig für diverse Filmproduktionen vor der Kamera.
Das Drama Stumme Schreie, in dem sie eine Sozialarbeiterin spielt, erhielt 2019 den 3sat-Zuschauerpreis.

## Filmografie
- 2012: Sink – Hilary Hahn & Hauschka
- 2013: Notruf Hafenkante – Spanische Träume
- 2014: Grzimek
- 2014: Donna Leon – Das goldene Ei
- 2014: Mutter auf Streife
- 2014: Für eine Nacht … und immer?
- 2015: Hubert und Staller – Walzverhalten
- 2015: Ein Sommer auf Lanzarote
- 2015: Tatort – Mia san jetzt da wo’s weh tut
- 2015–2019: SOKO München
- 2015: Tatort – Klingelingeling
- 2016: Nie mehr wie es war
- 2018: In aller Freundschaft – Die Krankenschwestern – Verbotene Küsse
- 2019: Stumme Schreie (Fernsehfilm)
- 2019: Winterherz – Tod in einer kalten Nacht
- 2019: Vera
- 2021: Tanze Tango mit mir
- 2021: Schlafschafe (Miniserie)[8]
- 2022: SOKO Stuttgart – Wir sind nicht allein
- 2022: Sisi (Fernsehserie)
- 2023: Kommissar Dupin – Bretonische Nächte

## Theater (Auswahl)
- 2011/2012: Schwester Claire in Cyrano de Bergerac, Schauspielhaus Bochum (Regie: Katharina Thalbach)
- 2012/2013: Amanda in Spiel des Lebens, Schauspielhaus Bochum (Regie: Martina von Boxen)
- 2012/2013: Strophe in Phaidras Liebe, Pina Bausch Theater Essen (Regie: Simina German)
- 2013: Sie in Händel Kafka Klee, Reaktorhalle München (Regie: Clara Hinterberger)
- 2013/2014: Pia in Das Fest, Stadttheater Bremerhaven (Regie: Tim Egloff)
- 2013/2014: Poppy Norton-Taylor in Der nackte Wahnsinn, Stadttheater Bremerhaven (Regie: Frank Voigtmann)
- 2013/2014: Cécile de Volanges in Gefährliche Liebschaften, Stadttheater Bremerhaven (Regie: Elina Finkel)
- 2013/2014: Kassandra in Feldpost – Ein Frontbericht, Stadttheater Bremerhaven (Regie: Agathe Chion)
- 2013/2014: Sophie in Nichts. Was im Leben wichtig ist, Stadttheater Bremerhaven (Regie: Tanja Springer)
- 2015/2016: Frau in Blaubart, Maschinenhaus Essen (Regie: Simina German)
- 2015/2016: Johnna Monevata in Eine Familie, Residenztheater München (Regie: Tina Lanik)